# 天野弥生
天野 弥生（あまの やよい、1980年9月10日 - ）は、日本のAV女優。ファンスタープロモーション所属。

## 略歴・人物
2016年にAVデビューした熟女系の巨乳AV女優。

## 出演作品

### アダルトDVD
2016年
- 人妻デビュー（1月11日、熟女画報社）
- 社会人なのに童貞の僕が墓参りで数年ぶりに再会した叔母のフェロモンムンムン爆乳に、暴風雨で電車が運休してしまい宿泊する事になったホテルの部屋で筆下ししてもらった（2月11日、タカラ映像）
- 隣のレズビアン 〜一目あったその日から、恋が始まる事もある〜（2月13日、U&K）共演:上村みなみ
- 種付けされた奥様 今日は燃えるゴミの日ですよ〜（2月17日ソルトペッパー）
- 熟悦ハレンチ 「旦那のいない白昼!主婦狙いレイプの約三分の一は被害者の自宅で起きている!!」（2月25日、グローバルメディアエンタテインメント）他出演:広瀬奈々美、松井優子
- 綺麗でいやらしい叔母さんの艶めく肉体が堪らず悪戯し犯す僕（3月7日、ルビー）
- 友達の母ちゃんが風呂掃除をしている所を覗いたら僕のチ●ポも洗ってくれた話しwww（3月10日、タカラ映像）他出演:冴木真子、岡田智恵子、華月さくら、神谷円果、山下ゆき子、大内友花里、武藤あやか、清野ふみ江、秋山静香、寺島志保、小早川怜子
- 義兄に犯されて 4（3月13日、セレブの友）
- 素人妻ナンパ 全員生中出し 4時間 セレブDX 49（3月15日、LOTUS）他出演:月島ななこ、桜庭うれあ、沢口美保子、坂井亜美 ほか
- ザ・面接 VOL.149 四十八手女子にオナニー中毒女 びらんびらんフリーダム熟女（3月24日（レンタル）/5月27日（セル）、アテナ映像）他出演:あおいれな、宝田さゆり
- ちょんの間熟女 地方で噂の人気熟女をこっそり盗撮してみました（3月24日、タカラ映像）他出演:澤村レイコ、葵紫穂、長嶋みどり、五十嵐真理、鮎原いつき、中島美奈子、岡田智恵子、岸川ひろみ、天童絹枝、艶堂しほり、七原あかり
- あの時のおばさん（3月24日、タカラ映像）
- プロレス技で責められた親戚のおばさん（3月24日、センタービレッジ）
- 自ら腰を振ってがっつく奥さんwww 素人奥さんご馳走様でした。 全国縦断「Maji」100%ナンパ 内房よりも外房よりも肉棒が好き! 中でも外でもイキまくる千葉美人若妻編（3月25日、ビッグモーカル）他出演:八咲唯、咲羽優衣香、山下理美、夏目葉月
- 実録・近親遊戯 田舎の近親相姦 義父の悪戯 種付けプレスされた嫁（3月25日、グローバルメディアエンタテインメント）他出演:高森ゆうみ、沢口美保子
- 母ちゃんが風邪薬飲んでぐっすり寝ているので夜這いしてマ●コを弄くっても全く起きないのでついでに顔射してみたwww（4月14日、タカラ映像）他出演:澤村レイコ、葵紫穂、長嶋みどり、五十嵐真理、鮎原いつき、中島美奈子、岡田智恵子、岸川ひろみ、天童絹枝、艶堂しほり、七原あかり
- 上司の奥さんが就寝中に失禁おねしょ。 泊まりで招かれた俺に一部始終を視姦され、悶え恥ずかしがった奥さんは…（4月14日、タカラ映像）他出演:三喜本のぞみ、吹石れな
- 息子の友達のチ◎ポがビンビンに朝勃ちしてる♥ ペロペロしちゃおっかしら…（4月14日、タカラ映像）他出演:加山なつこ、小池絵美子、黒木歩
- シングルマザーの生保レディを恥辱拘束してガチ野外に全裸放置!!「母親失格のド変態で申し訳ございません」と言いつつマン汁ダダ漏らしマゾ狂い痙攣!!（5月2日、ヤブサメ）
- セレブな美人妻のセンズリ鑑賞会（5月2日、グリグリ）他出演:吹石れな、加山なつこ、大橋優子、真仲佐知、広瀬奈々美、玉城マイ、里美まゆ、黒木歩、小池絵美子
- 夫の留守中、息子に物干し竿に拘束放置され、勃起の止まらないエロ乳首を責められて息子チ◎ポで快楽漬けにされたドＭ妻の話。（5月10日、ACE KILLER）他出演:加山なつこ、広瀬奈々美
- 人妻が虜になる寸止め焦らし ママ友イキ狂乱3Pレズ（5月15日、ピーターズ）共演:星野あかり、鮎原いつき
- 引越レディがまるで挑発してるかのように半尻Tバック強調するから僕大興奮!そりゃ後ろからぶち込みますよ! ありがとう!ぼくの引っ越し祝い!（5月26日、SWITCH）共演:羽田璃子、彩咲もも香、木島亜希
- ウチの妻(35)がパート先の学生バイト君(20)にねとられました… →くやしいのでそのままAV発売お願いします。（8月7日、JET映像）
- 熟女レズ発情 禁断のレズクリニック（8月25日、Mellow Moon）共演:近藤郁美、藤下梨花
- うまなみの兄にめろめろにされた弟嫁（9月8日、タカラ映像）
- 夫の上司に危険日なのに…中出しされた妻（9月20日、スターパラダイス）
- 入院中の性処理を母親には頼めないからお見舞いに来た叔母にお願いしたら優しい騎乗位でこっそりぬいてくれた 12 中出しスペシャル+シリーズ46人総集編付き2枚組 豪華版（9月22日、ナチュラルハイ）他出演:伊東真緒、桜瀬菜、佐々木あき
- お義父さん、「妊娠してもかまわない。」中に出して! 息子の嫁に中出し（9月25日、Mellow Moon）
- アロママッサージで内モモからマンスジまでじっくり揉まれオイルではない汁が溢れ出し我慢できない奥さんは巨根で何度もイキまくり!（9月30日（レンタル）/11月25日（セル）、アテナ映像）他出演:二階堂ゆり、笹川恵理
- 本気(マジ)口説き 人妻編 30 ナンパ▸連れ込み▸SEX盗撮▸無断で投稿（10月7日、MAGIC）他出演:紺野まな
- 四十路五十路熟女たちの風俗研修レポート（10月20日、スターパラダイス）他出演:金沢美樹、高松みどり、狭山千明
- THEレズクンニ（11月13日、U&K）共演:上村みなみ　他出演:吹石れな、真木今日子、なつめ愛莉、紗藤まゆ、片瀬仁美、高嶋碧、北島玲、香純あいか、土屋あさみ、朝宮涼子
- マジックミラー号 マキシワンピを着ている女性はスキだらけ!? 35歳overの清楚な人妻10人編 着衣越しでもハッキリわかる 乳首!マンスジ!潮シミ! 無防備なアラフォー人妻は初めてのリンパマッサージ体験で潮をまき散らしながらイキまくり!! in池袋（11月23日、SODクリエイト）他出演:笹山千尋、朝倉ことみ、平清香、杉河沙奈 ほか
- 変態長男が撮り貯め! 家庭内隠撮（12月20日、スターパラダイス）他出演:長谷川夏樹、高松みどり、NAO
- 大人しい地味妻ヘアヌードコレクション 180分（12月20日、スターパラダイス）他出演:咲良しほ、桜ちなみ、三喜本のぞみ、仁科りえ、奈良絵美子

2017年
- 庶務課のオンナ 「いいから、中に出しなさい!」 〜ムッチリ美脚OLの逆セクハラ（2月25日、Mellow Moon）
- 顔射に喜ぶ妻がいる（3月24日、タカラ映像）
- 淫乱露出反省会SP（4月7日、ヤブサメ）
- 媚薬パンストを履かせたら人妻と即ハメできるのか!? アヘトロ中出しナンパ 2（4月7日、グリグリ）他出演:向井藍、あけみみう、高瀬杏、彩奈リナ、成瀬まりか、三島奈津子 ほか
- 宅飲みで年下イケメンに口説かれ完全に舞い上がっちゃった人妻の卑猥なガチSEXを許可ナシ販売。（4月28日、ゲッツ!!）他出演:KAORI
- ロッカールームで挙動不審な人妻清掃員を発見!な、なんと…イカくさい僕のパンツを盗んで、ハアハアとオナニーをおっ始めた!!（6月23日、ゲッツ!!）他出演:笹山千尋、三島奈津子
- 美脚奥様 ガマンできずにパンスト発射!したたる!ベトつく!なでまわす!湿ったマ○コをなでまわす!（7月25日、Mellow Moon）他出演:加納綾子、加藤ツバキ
- 性欲処理専門 輪姦セックス外来医院 3 真正中出し科（8月10日、SODクリエイト）共演:佐々木あき、九条紗季
- 子育てが一段落した奥様たちの間で今危険な火遊びが止まらない! 息子の友達だろうとおかまいなし! チ●ポご無沙汰ママたちは勃ちっぱなしの絶倫少●棒を寂しいマ●コから離せない! 家族の目を盗んでいつでもズコバコどこでも生でハメっぱなし!! 4（8月11日、SCOOP）他出演:笹倉杏、橋下まこ、若槻みづな
- パンチラしまくりの彼女を抱え続けろ! 素人カップル限定! おんぶに抱っこイタズラ我慢ゲーム（8月19日、ATOM）他出演:真木今日子、黒瀬萌衣、葵千恵、藤川れいな
- 家庭教師をしてくれる叔母さん(母の妹)が無意識に巨乳をチラつかせるので勃起した甥チ○ポをみせつけてこのままじゃ頭に血がイカないと射精教師をお願いし、コスることに集中して無警戒な叔母さんの膣内に素股からズボっとナマ入学!（8月25日、SCOOP）他出演:涼海みさ、羽生ありさ ほか
- 『私みたいなおばさんが初めてで本当に後悔しない？？』『全然、後悔しないです』※即答 30歳を越えてもまだまだ性欲が衰えない私は旦那とは超セックスレス。でも私はエッチが本当に大好きで大好きでたまらないんです!! 誰でもいいからヤリタイ!! 私を女子と見てくれる人なら誰でも…。そして私を見て勃起してくれる人なら誰でも…。そんな思いで日々胸をあけてミニスカートを履いて機会を伺っていたら童貞君には刺激的だったみたいでフル勃起!! わたしみたいなおばさんに大興奮して『ヤリタイです』って言うから嬉しかったんだけど、さすがに初めては申し訳ないと思い『初めてが本当に私でいいの?』と言ったら即答で『ヤリたい!』というので興奮を抑えきれない私は悪いと思いつつも襲っちまいた（9月7日、Hunter）他出演:青山はな、小川桃果、今井ゆあ、真木今日子、中里美穂

- 素人娘のフェラチオが上手すぎる!! 2（9月8日、OFFICE K'S）他出演:佐川はるみ、奈加ちひろ、千夏南那、菅原恵麻、白金れい奈、宮沢ゆかり、白咲ゆず、紅林琴音 ほか
- セクハラマッサージ師から必要以上に陰部を刺激された人妻は我慢できずに自らチ○ポを要求する!! 2 撮り下ろし5時間 美人保証（9月8日、セニョーラ）他出演:奈加ちひろ、紅林琴音、佐川はるみ、菅原恵麻、白金れい奈、橋下まこ
- ズボンが破れているのに気付かずパンティ丸見え! 無防備なデカ尻とうっかりパンチラが挑発的でもう我慢出来ない!ビンビンに勃起しちゃったチ○ポをズボッと挿入してドバッと中出し!（10月6日、OFFICE K'S）他出演:白金れい奈、神崎莉乃
- Q.ご家族や旦那様には内緒の借入金がある…。 「YES」と答えた主婦、全体の28%。 お宅の奥様は…大丈夫ですか…?（10月28日、JET映像）他出演:早野いちか
- 共働きのおばさんは排卵日になると無意識に露出度がたかくなる!破壊力抜群のハミ乳でデカチンが勃起!軽蔑されると思いきや「まだ帰ってこないから…」とおじさんに内緒で留守マ○コに挿入し発情して熱くなった膣内が擦り切れるほど何度もゴムなしピストンを求められた!!（12月8日、SCOOP）他出演:成海さやか、羽生ありさ、松下美織
- 熟ラバーエロス 2（12月15日、フェティッシュワールド）

2018年
- 素人男女モニタリング実験でゲッツ!! 彼氏・旦那がいる♀ 彼女・妻がいる♂ 8名の初対面男女を密室に2人きりにしてAV鑑賞させたらどうなる!? エロ動画にじわじわ興奮してしまい目の前のギン勃ちチ●ポに堪らず理性崩壊! 「あなたごめんなさい」背徳感で燃え上がり生ハメ中出しまでヤれるのか!?（1月12日、ゲッツ!!）他出演:伊東真緒、向井藍、前田えま、南ゆき、野々宮みさと ほか
- シロートデカパイ妻 清楚で真面目なのにスケべボディな若妻コレクション! 180分（1月20日、スターパラダイス）他出演:湯本珠未、桂希ゆに、三喜本のぞみ、桜ちなみ
- 貼るだけで誰でも即席肉便器にできる服従奴隷シールを俺をコケにした生意気OLに貼ったところ…!?（2月9日、ゲッツ!!）他出演:優梨まいな、有沢実紗、向井藍、春乃さくら、宮崎あや、南ゆき、成宮いろは
- 禁断レズ 女に堕ちた人妻たち… 夫は知らない女同士で愛し合う平日の午後（2月15日、ロータス）他出演:原千草、星野あかり、二宮ナナ、七瀬ともか、篠田ゆう、葵千恵、佐伯かのん、中島京子、鮎原いつき、碧しの、高見ひなた ほか
- 万引きした人妻は腰が抜けて立てなくなるほどアナルで陵辱輪姦させられた記録（2月23日、プレステージ）他出演:冬田まほ
- マゾられ年増セフレ四十路アナル解禁 天野弥生（3月7日、山と空）